# Irmentrude van de Wetterau
Irmentrude van de Wetterau (ook: Irmtrud; ca. 972; gestorven voor 1015) was de dochter van graaf Herbert van de Wetterau en Kinziggau uit het geslacht van de Konradijnen en diens vrouw Irmentrude, dochter van graaf Megingoz. Zij was de erfgename van het graafschap Gleiberg en werd de stammoeder van het eerste, Luxemburgse grafelijke huis van Gleiberg, dat eind 11e eeuw in de mannelijke lijn uitstierf.
Ze trad in het huwelijk met graaf Frederik (ca. 965, 6 oktober 1019) uit het geslacht der Wigeriden, graaf in de Moezelgouw. Uit dit huwelijk ontsproten ten minste 10 kinderen:
- Irmentrude (Imiza) (ca. 990; na 1055), huwde Welf II van Altdorf (gestorven 1030), graaf van Altdorf
- Otgiva (ca. 995; 21 februari 1030), huwde rond 1012 graaf Boudewijn IV van Vlaanderen van Vlaanderen (980-1035)
- Frederik (ca. 1005; 28 augustus 1065), in de periode 1046-65 als Frederik II hertog van Neder-Lotharingen
- Hendrik (ca. 1005; 14 oktober 1047), als Heinrich VII. graaf van Luxemburg, in de periode 1042-47 hertog van Beieren
- Giselbert (ca. 1005; 14 augustus 1056/59), 1036 graaf van Salm, vanaf 1047 graaf van Luxemburg
- Gisela (ca. 1007, na 1058); huwde met Rodolf von Aalst
- Adalbero (ca. 1010; 13 november 1072), 1047–1072 bisschop van Metz
- Herman (ca. 1012/1015; na 1075), graaf van Gleiberg
- Diederik, 1012/57 in oorkonden overgeleverd
- Uda (ca. 1016), in oorkonden uit 1045 overgeleverd als abdis van Saint-Rémy in Lunéville